# Округ Престон (Западна Вирџинија)
Округ Престон (енгл. Preston County) је округ у америчкој савезној држави Западна Вирџинија.

## Демографија
По попису из 2010. године број становника је 33.520, што је 4.186 (14,3%) становника више него 2000. године.
| Група             | 2000.          | 2010.          |
| Белци             | 28.845 (98,3%) | 32.557 (97,1%) |
| Афроамериканци    | 86 (0,3%)      | 361 (1,1%)     |
| Азијати           | 43 (0,1%)      | 48 (0,1%)      |
| Хиспаноамериканци | 168 (0,6%)     | 229 (0,7%)     |
| Укупно            | 29.334         | 33.520         |